# Velankanni
Velankanni là một thị xã panchayat của quận Nagapattinam thuộc bang Tamil Nadu, Ấn Độ.

## Nhân khẩu
Theo điều tra dân số năm 2001 của Ấn Độ, Velankanni có dân số 10.144 người. Phái nam chiếm 48% tổng số dân và phái nữ chiếm 52%. Velankanni có tỷ lệ 69% biết đọc biết viết, cao hơn tỷ lệ trung bình toàn quốc là 59,5%: tỷ lệ cho phái nam là 75%, và tỷ lệ cho phái nữ là 64%. Tại Velankanni, 12% dân số nhỏ hơn 6 tuổi.

## Gallery

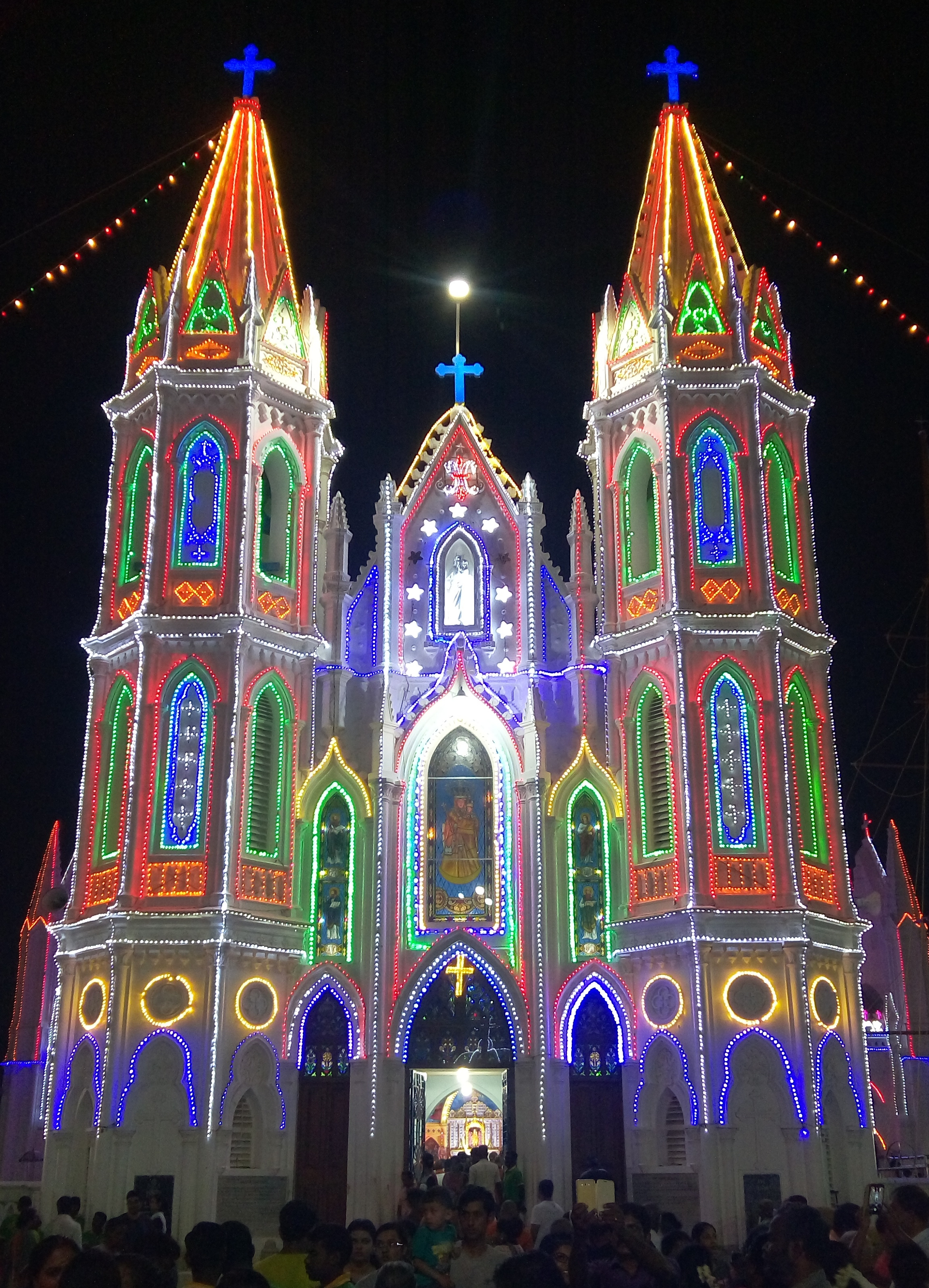
Velankanni Church - Front View
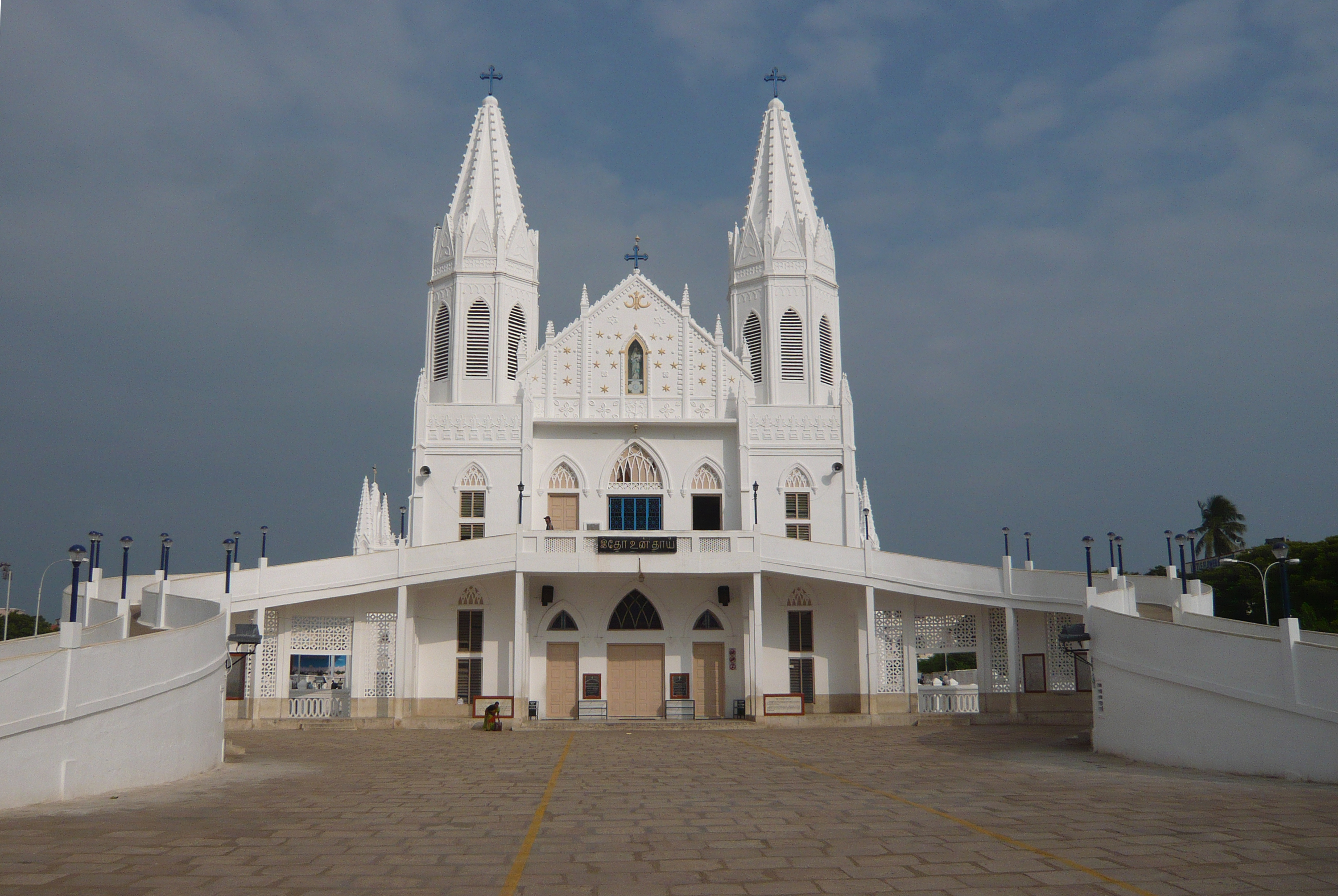
Velankanni Basilica - Extension - Fron View
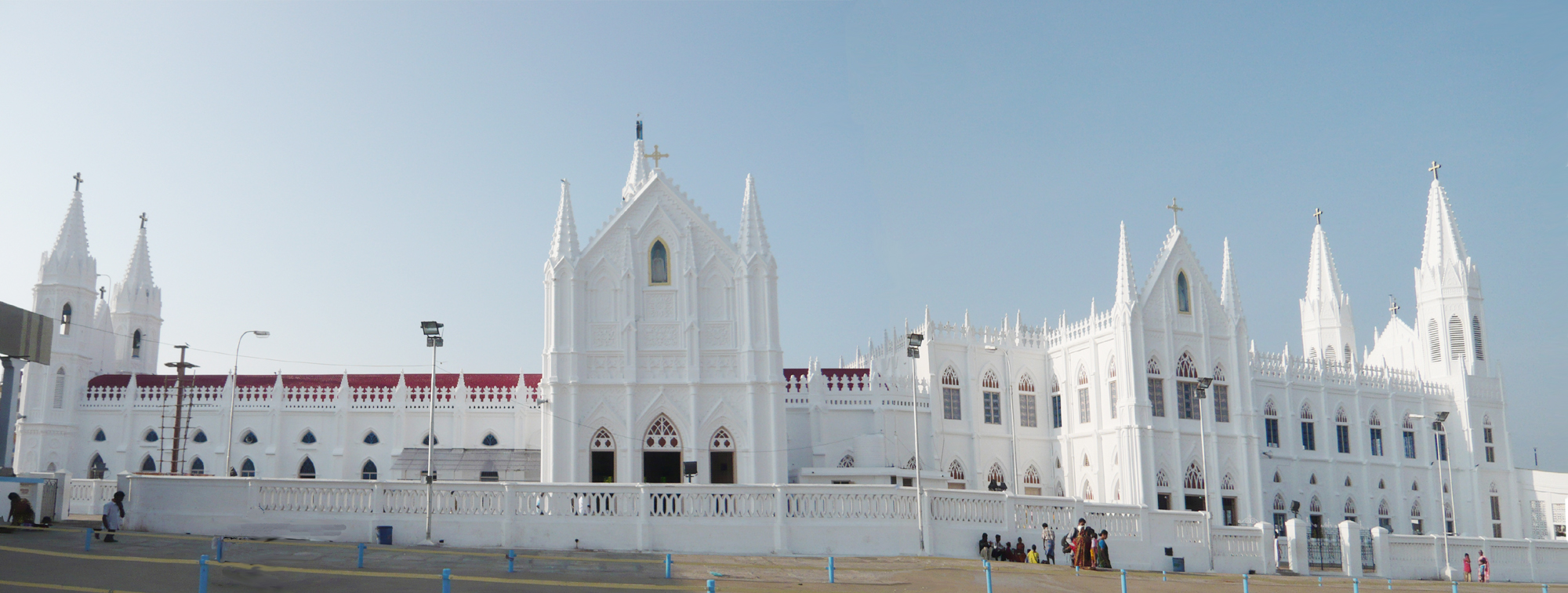
Veilankanni Basilica - A Panoramic Side View - Church and Church Extension seen at a stretch
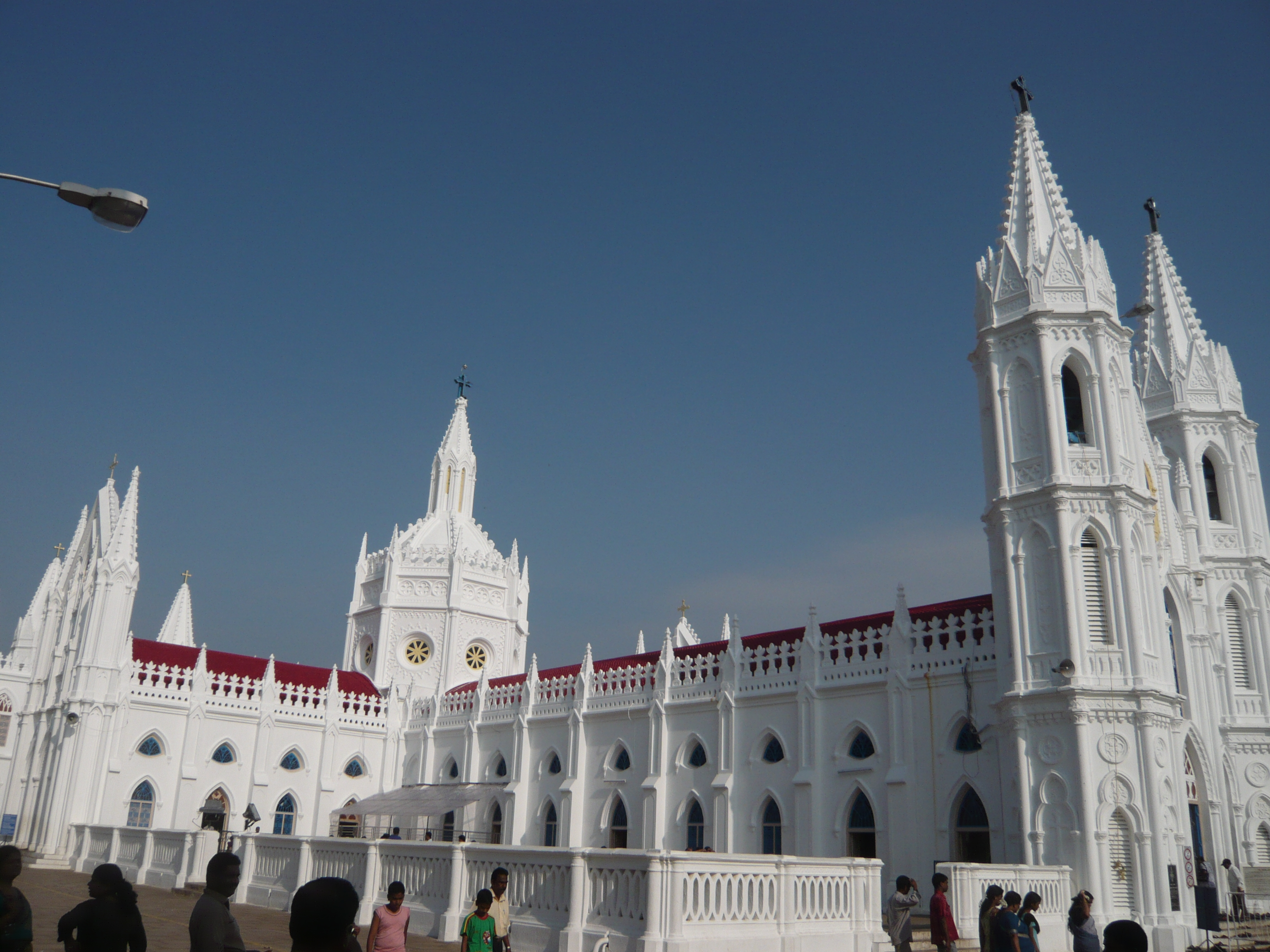
Veilankanni Basilica - Left side view
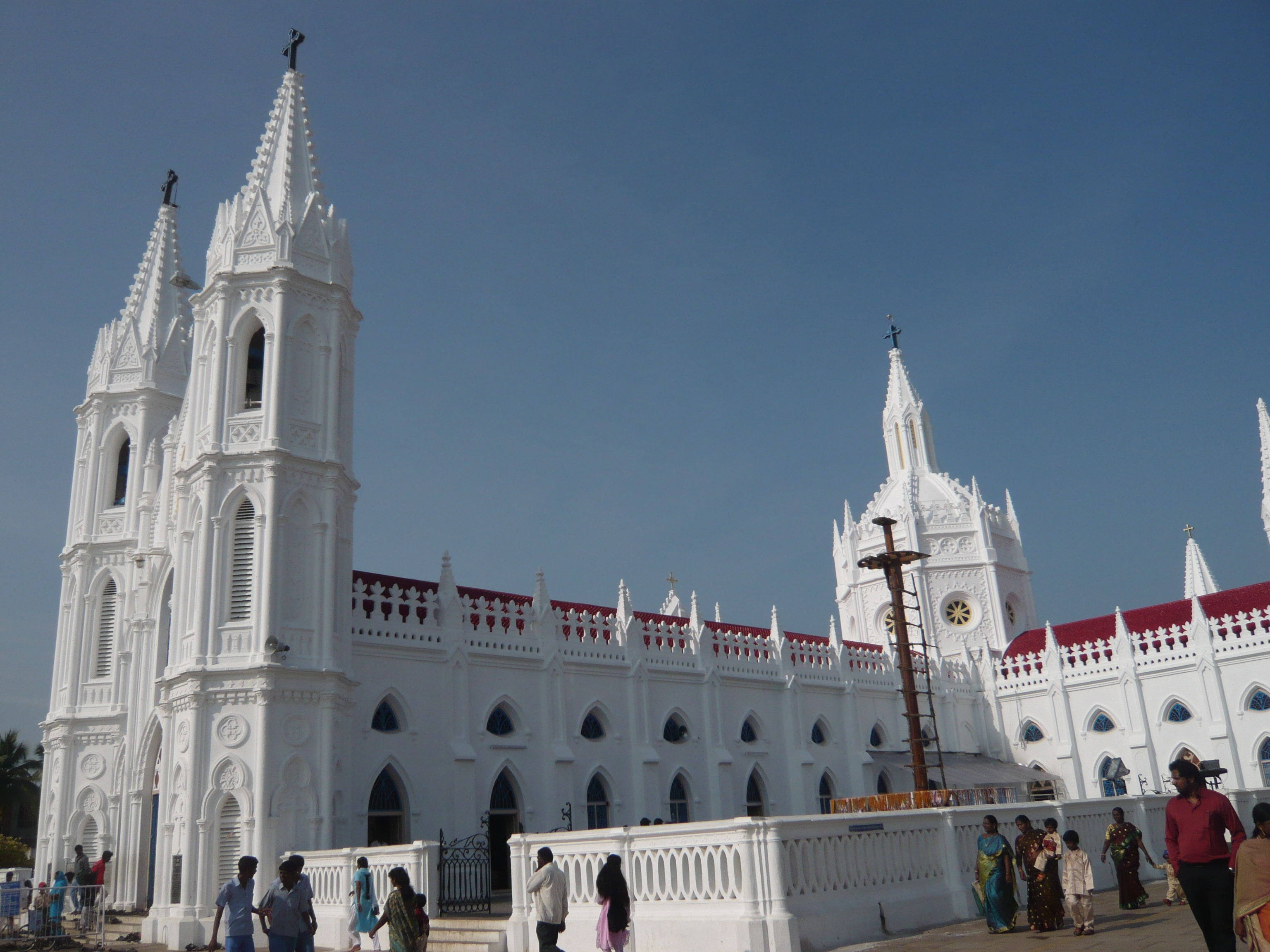
Veilankanni Basilica - Right side view
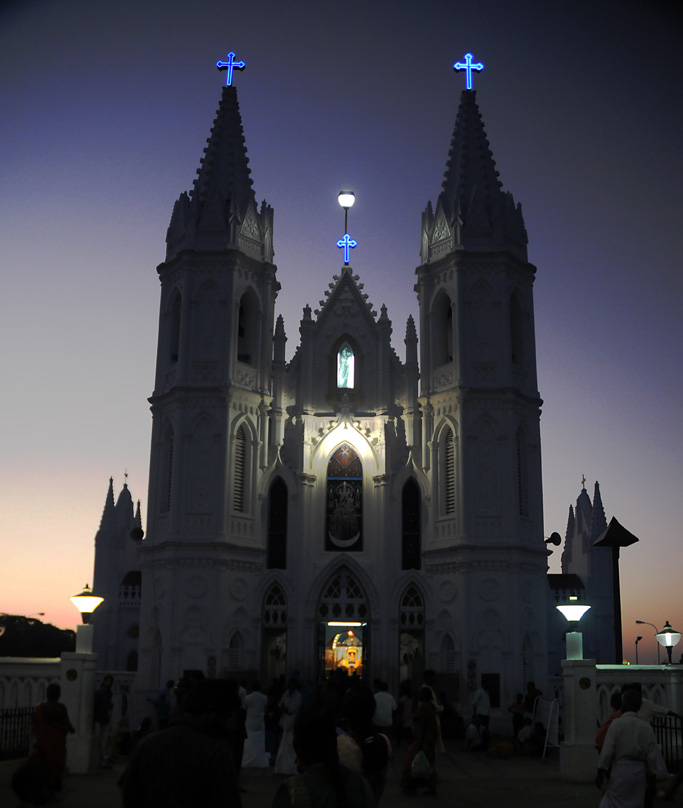
Veilankanni Basilica at Dusk
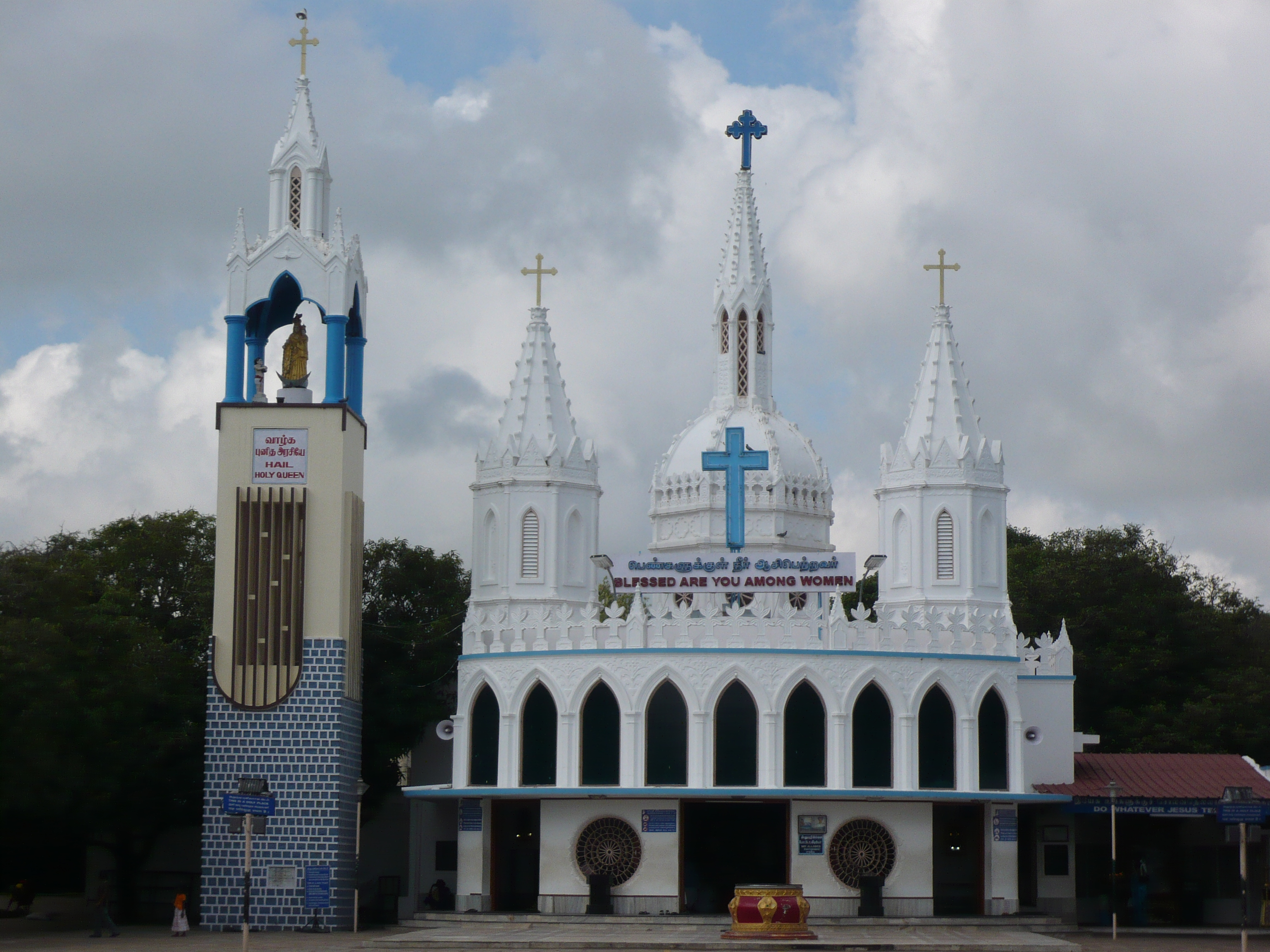
Veilankanni Church Pond
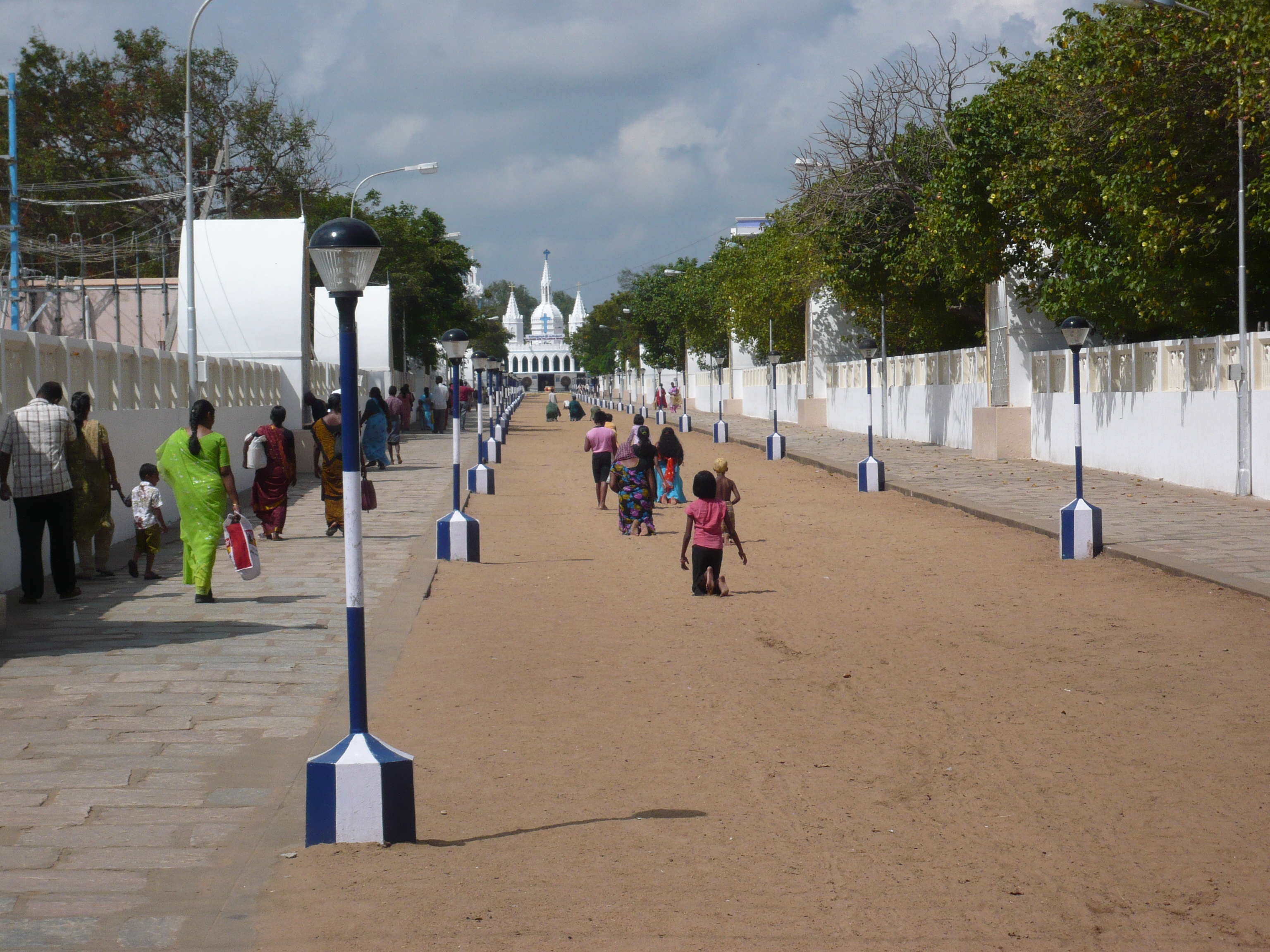
Pilgrims walking on their knees towards the Pond
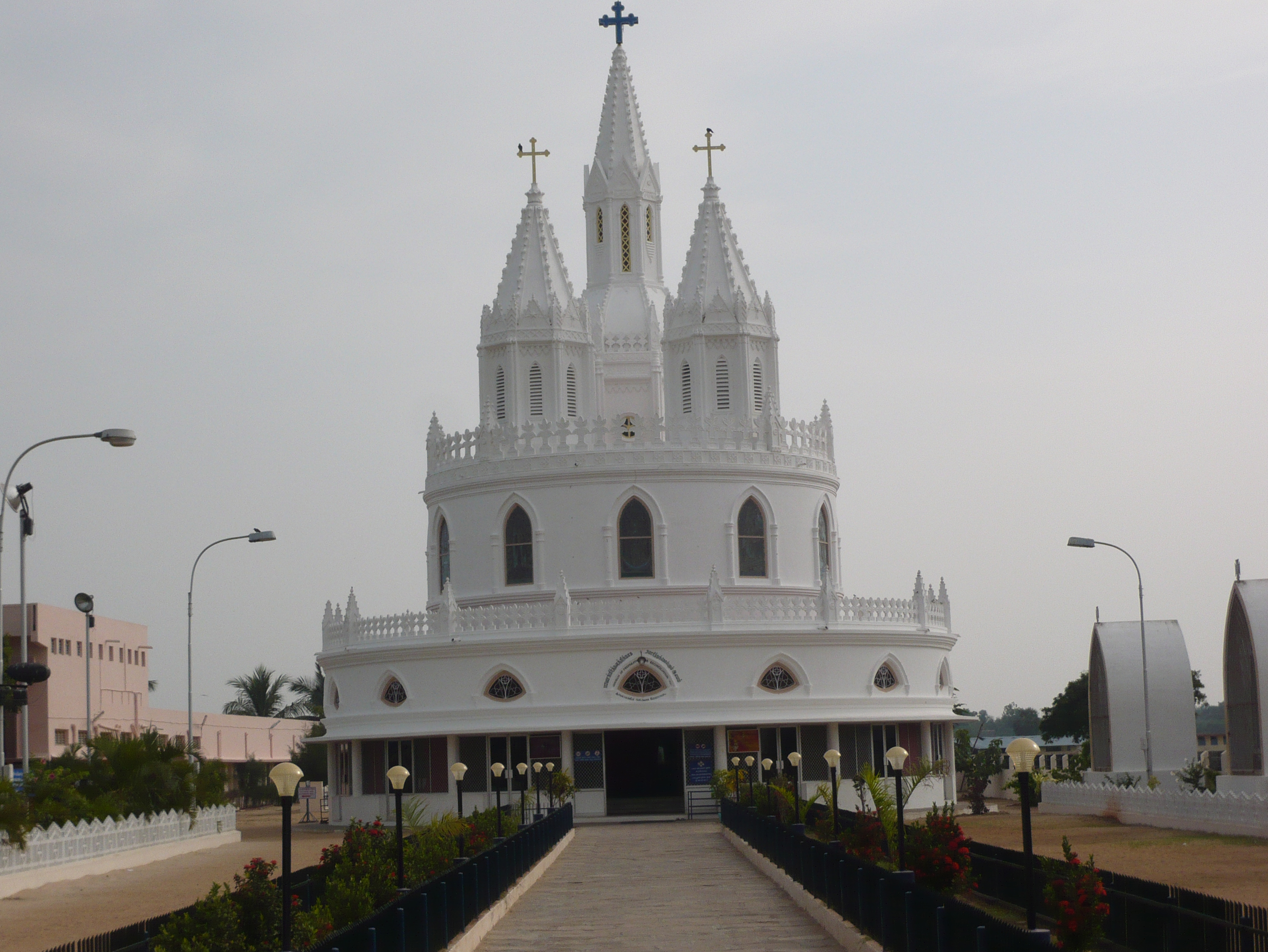
Veilankanni - Adoration Center
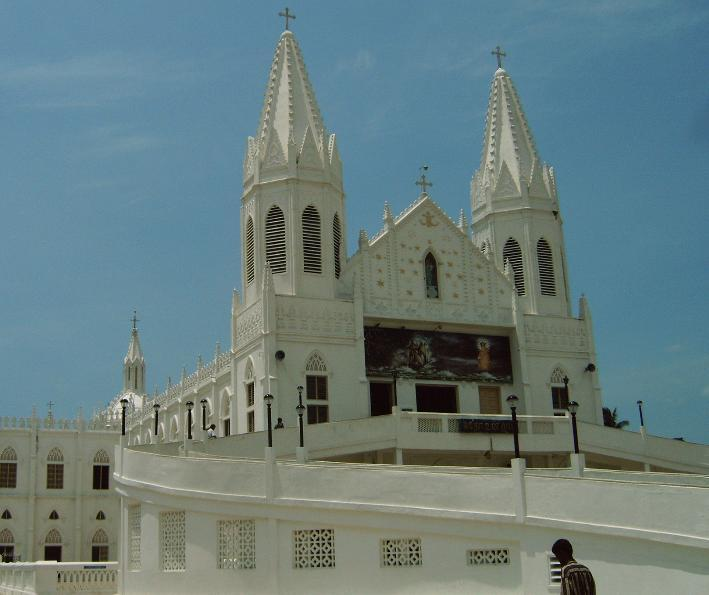
Velankanni Basilica
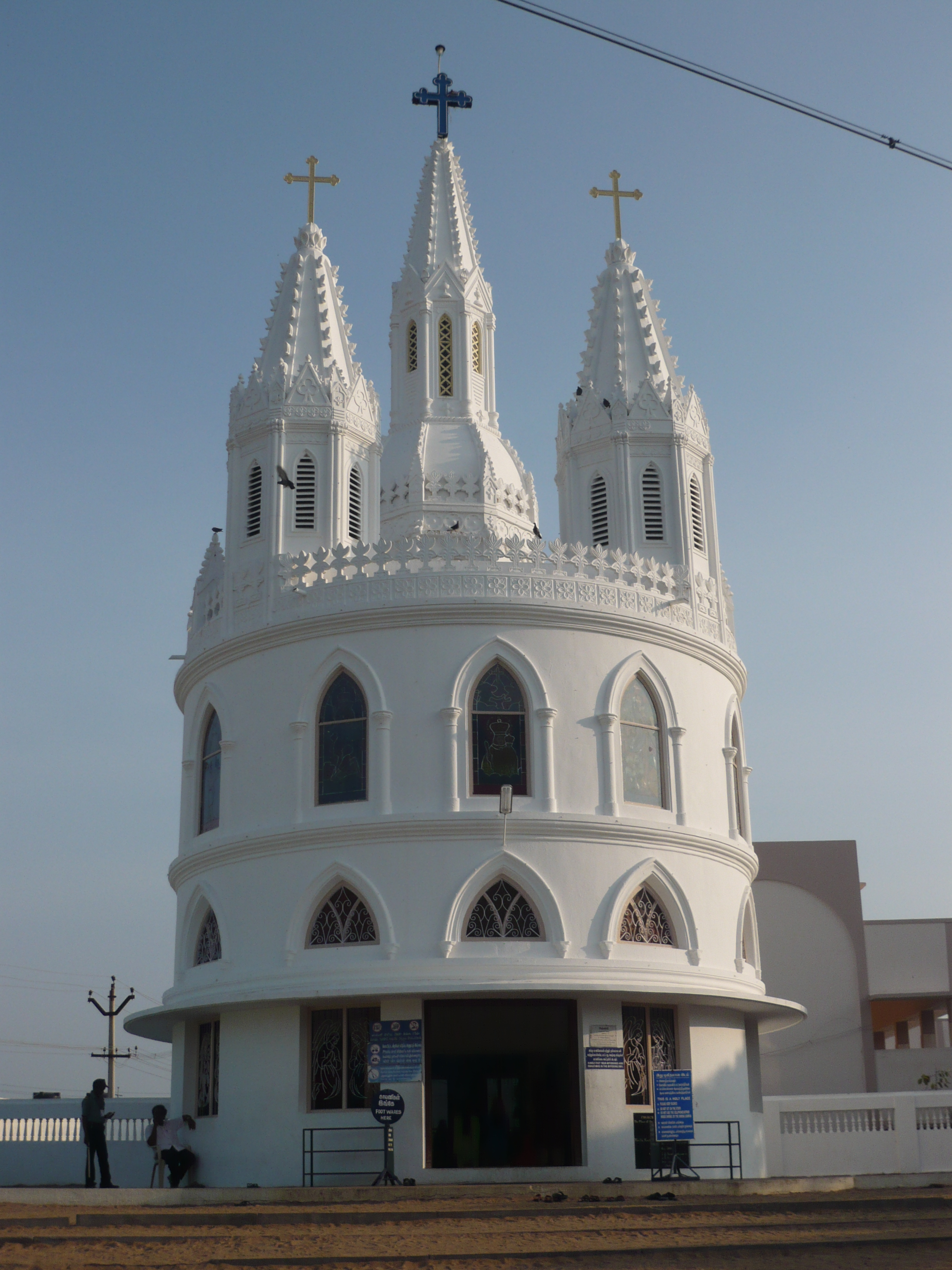
Chappel in Nadu Thittu where Mother Mary appeared for the first time
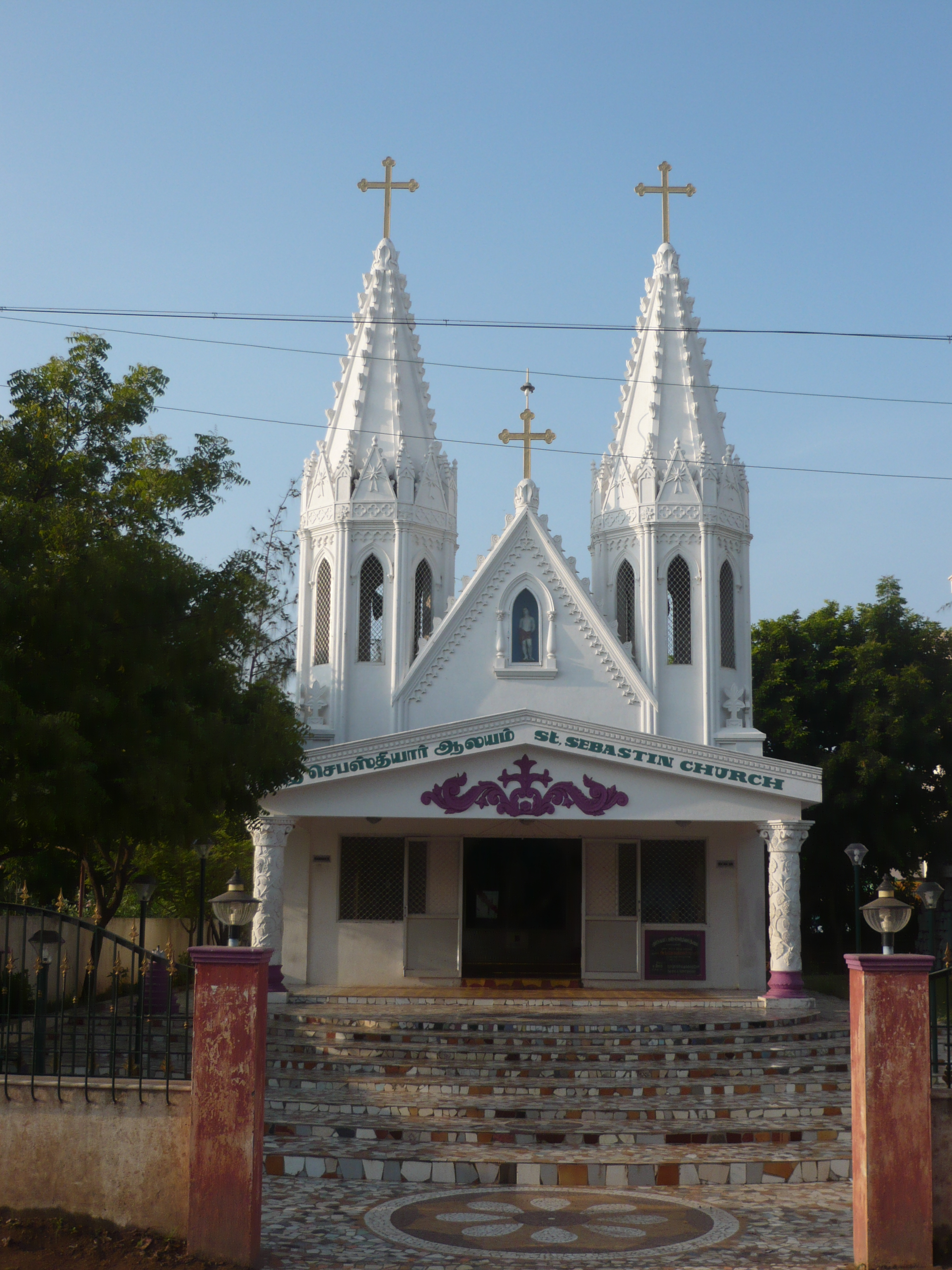
A Chappel for St Sebastin at Velankanni
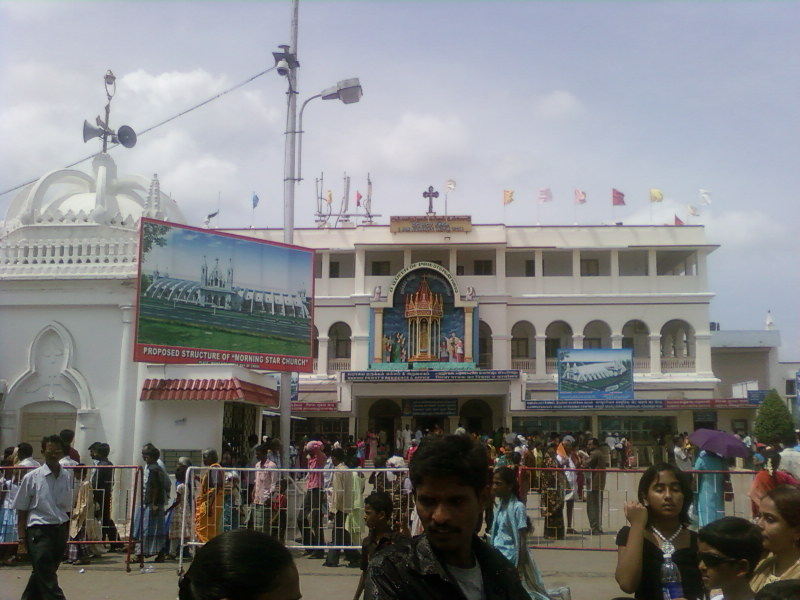
Velankanni Church Office housing office, priest residence and a shop
Velankanni Fisher Folk keeping their boat readyVelankanni Fisher Folk keeping their boat ready